# Мобилен превод
Мобилен превод (на английски: Mobile translation) е вид услуга или софтуерно приложение за аудио превод. Концепцията включва всяко ръчно електронно устройство, което е специално проектирано за аудио превод. Включва също така всяка услуга за машинен превод или софтуерно приложение за преносими устройства като мобилни телефони, джобни компютри и персонални дигитални устройства. Мобилният превод предоставя на потребителите на преносими устройства предимството на моментален и непосредствен (симултанен) превод от един човешки език на друг, обикновено срещу такса за услугата, която въпреки това е значително по-малка от таксата за използване на жив човек като преводач.
Мобилният превод е част от новата гама от услуги, предлагани на потребителите на мобилни комуникации, като (GPS услуга за местоположението), електронен портфейл (мобилно банкиране), визитна картичка / баркод / сканиране на текст и др.
За да работи, услугата разчита на програмиране в областта на компютърната лингвистика и на комуникационни средства (интернет връзка или SMS).

## История
Система за превод, позволяваща на японците да обменят разговори с чуждестранни граждани чрез мобилни телефони, е разработена за първи път през 1999 г. от Института за напреднали изследвания в областта на телекомуникациите International-Interpreting Telecommunications Research Laboratories, базирана в Kansai Science City, Япония. Думите, изречени в мобилното устройство, се превеждат на целевия език и след това се изпращат като глас към мобилния телефон на другия потребител.
Софтуерът за машинен превод за преносими устройства, включващ възможности за превод за въвеждане на текст от потребителя, SMS и имейл, е пуснат в продажба през 2004 г. от Transclick и е с издаден патент на Transclick за SMS, имейл и превод на съобщения в реално време през 2006 г.
През ноември 2005 г. друга японска компания, NEC Corporation, обяви разработването на система за превод, която може да бъде заредена в мобилни телефони. Тази мобилна система за превод може да разпознава 50 000 японски думи и 30 000 английски думи и може да се използва за прости преводи при пътуване. Но едва през януари 2009 г. NEC Corporation официално демонстрира своя продукт.
Технологичният напредък в рамките на миниатюризацията на изчислителните и комуникационните устройства направи възможно използването на мобилни телефони при изучаване на езици. Сред ранните проекти бяха испанските учебни програми, които включваха речникова практика, викторини и преводи на думи и фрази. Скоро след това проектите бяха разработени с помощта на мобилни телефони за преподаване на английски език в японски университет. До 2005 г. те пренасочиха вниманието си към предоставяне на лексика с SMS Подобна програма беше създадена за изучаване на италиански език в Австралия. Речникови фрази, тестове и кратки изречения бяха изпратени чрез SMS.

## Технически функции
За да поддържа услугата за машинен превод, мобилното устройство трябва да може да комуникира с външни компютри (сървъри), които получават въведения от потребителя текст / реч, да го превеждат и изпращат обратно на потребителя. Това обикновено се прави чрез интернет връзка (WAP, GPRS, EDGE, UMTS, Wi-Fi), но някои по-ранни приложения са използвали SMS за комуникация със сървъра за превод.
Мобилният превод не трябва да се бърка с преносимите електронни (говорещи) речници и разговорници, които вече са широко разпространени и са достъпни за много преносими устройства и обикновено не изискват интернет връзка на мобилното устройство.

### Характеристики
Мобилният превод може да включва редица полезни функции, спомагащи за превода на текст, които формират основата на услугата. Докато потребителят може да въвежда текст с помощта на клавиатурата на устройството, той може да използва и съществуващ текст под формата на имейл или SMS съобщения, получени на потребителското устройство (превод по имейл / SMS) Възможно е също да се изпрати преведено съобщение, с възможност по избор да съдържа базовия текст, както и превода.
Някои мобилни приложения за превод предлагат и допълнителни услуги, които допълнително улесняват процеса на превеждане на комуникацията, като например:
- генериране на реч (синтез на реч), където (преведеният) текст може да се трансформира в човешка реч (от компютър, който предава гласа от родния език на целевия език);

- разпознаване на реч, при което потребителят може да разговаря с устройството, което ще запише речта и ще я изпрати на сървъра за превод, за да я преобразува в текст, преди да я преведе;

- превод на изображения, където потребителят може да направи снимка (с помощта на камерата на устройството) на някакъв печатен текст (пътен знак, меню на ресторант, страница на книга и т.н.), като послед приложението ще го изпрати на сървъра за преводи, който ще приложи оптична технология за разпознаване на символи (OCR), ще извлечете текста и ще го върнете на потребителя за редактиране (ако е необходимо) и след това ще го преведете на избрания език

- гласов превод, при който потребителят може да избере необходимата езикова комбинация и след това да се свърже автоматично с преводач на живо.
- превод на телефонно обаждане, където потребителят може да разговаря с други страни чрез мобилен преводач, който използва функциите за разпознаване на реч и генератор на реч, макар и с допълнителна оптимизация за този комуникационен метод (напр. различна чувствителност на микрофона)[6]

### Поддържани езици
Напоследък се забелязва значително увеличение на броя на езиковите двойки, предлагани за автоматичен превод на мобилни устройства. Докато японските доставчици на услуги традиционно предлагат кръстосан превод за японски, китайски, английски и корейски, други могат да предлагат превод от и на над 20 езика, или над 200 езикови двойки, включително и повечето латински езици
Генерирането на реч обаче е ограничено до по-малка част от горепосочените, включително английски, испански, италиански, френски, китайски и др. Преводът на изображения зависи от наличните OCR езици.

## Технологични ползи и ограничения

### Предимства
Наличието на преносим автоматизиран превод в реално време има редица практически приложения и предимства
- Мобилизиране на човешкия превод: хората преводачи могат да използват мобилни инструменти за превод, за да превеждат навсякъде и винаги, когато хората преводачи вече не трябва да работят със софтуер за превод на настолни компютри
- Пътуване: мобилният превод в реално време може да помогне на хората, пътуващи до чужда държава, да бъдат разбрани или разберат другите
- Бизнес среди: Провеждането на дискусии с (потенциални) чуждестранни клиенти с помощта на мобилен превод спестява време и финанси и е мигновено. Мобилният превод в реално време е много по-евтина алтернатива на многоезичните центрове за обаждания с помощта на хора преводачи. Работата в рамките на мултинационални екипи може също да бъде значително улеснена при използването на услугата
- Глобализация на социалните мрежи: мобилният превод позволява чат и текстови съобщения с приятели на международно ниво. Нови приятели и сътрудници могат да бъдат създадени чрез преодоляване на езиковата бариера
- Изучаване на чужд език: изучаването на чужд език може да стане по-лесно и по-евтино с помощта на мобилно устройство, оборудвано с машинен превод в реално време. Статистиката разкрива, че повечето студенти притежават мобилни телефони и откриват, че изучаването на чужд език чрез мобилен телефон се оказва по-евтино отколкото с използването на компютър. Освен това преносимостта на мобилните телефони улеснява обучаващите се по чужд език и им дава възможност да учат извън класната стая, на всяко място и по всяко време

### Предизвикателства и недостатъци
Напредъкът на мобилните технологии и на услугите за машинен превод помогна да се намалят или дори премахнат някои недостатъци на мобилния превод, като намаления размер на екрана на мобилното устройство и управлението с един пръст. Много нови ръчни устройства са оборудвани с QWERTY клавиатура и / или сензорен екран, както и разпознаване на ръкопис, което значително увеличава скоростта на писане. След 2006 г. повечето нови мобилни телефони и устройства започват да се отличават с големи екрани с по-големи разделителни способности от 640 x 480, 854 x 480 или дори 1024 x 480 пиксела, което дава на потребителя достатъчно видимо пространство за четене / писане на големи текстове. През 2011 г., така наречената технология за хибриден превод, беше въведена от myLanguage чрез мобилното им приложение Vocre, което до голяма степен разчита на масови езикови данни.
Най-важното предизвикателство пред индустрията за мобилни преводи обаче е езиковото и комуникативно качество на преводите. Въпреки че някои доставчици твърдят, че са постигнали точност до 96%, разполагайки с патентована технология, способна да разбира идиоми и жаргонен език, машинният превод все още е с по-ниско качество от човешкия превод и трябва да се използва внимателно, ако преведените материали изискват коректност.
Един метод, който е използван за смекчаване на липсата на точност в мобилния превод, е онтологичното обучение, комбинирано с извличане на терминология за идентифициране на често използвани фрази, семантична интерпретация за определяне на правилния контекст и значение на дадена фраза и внедряване на структура от данни за съхраняване на нюансите, открити в предишните много смислени термини и фрази. Тази комбинация от основни структури за превод във връзка с алгоритми за машинно обучение е това, което прави този многофазен метод толкова точен и му дава възможност постепенно да става все по-точен е, че този метод е изключително труден за автоматизиране; внедряването на тази структура по лесен за използване за използване от потребителите начин остава основно предизвикателство пред разработчиците на приложения за превод.
Недостатък, който трябва да се спомене, е изискването за стабилна интернет връзка на мобилното устройство на потребителя, тъй като SMS методът за комуникация със сървъра за превод се оказа по-малко ефективен от изпращането на пакети данни – поради ограничението на дължината на съобщението (160 знака) и по-високата цена на SMS в сравнение с таксите за интернет трафик – интернет свързаността на мобилните устройства е задължителна, докато покритието в някои извънградски райони все още е нестабилно.